# Pictou
Pictou es una localidad canadiense de la provincia de Nueva Escocia.

## Geografía
Una localidad costera, es capital del condado de Pictou y está ubicada en la provincia de Nueva Escocia, al noreste de Halifax.

## Historia
A comienzos del siglo XIX se fundó allí la Pictou Academy. A comienzos del siglo XX, en 1901, tenía contabilizada una población de 3235 habitantes. Por entonces contaba con varias industrias y su puerto era el lugar del que se exportaban las extracciones de las minas de carbón de las cercanías.